# フットボールス・アルスヴェンスカン1956/1957
フットボールス・アルスヴェンスカン 1956/1957 は、スウェーデン最上位サッカーリーグの第33シーズン目である。IFKノールシャーピンが8回目の優勝を決め、通算8回目のスヴェンスカ・メスタレ・イ・フットボールとなった。前半戦は1956年7月29日から10月14日まで、後半戦は1957年4月14日から6月5日まで行われた。

## 概要
驚きのないシーズンであった。序盤でIFKノルシェーピンとマルメFFが大きく抜け出し、IFKヨーテボリは秋の終わりに大失速し、脱落した。後半戦は一騎打ちとなり、最後はノルシャーピンが8回目の優勝を決めた。残留争いではIFKマルメ・ヴェステロースSK・ハンマルビーIFがしのぎを削り、マルメが生き残った。

## 順位表
| 順 | チーム                           | 試 | 勝 | 分 | 敗 | 得 | 失 | 差  | 点 | 出場権または降格                        |
| -- | -------------------------------- | -- | -- | -- | -- | -- | -- | --- | -- | --------------------------------------- |
| 1  | IFKノールシャーピン (C)          | 22 | 17 | 1  | 4  | 64 | 25 | +39 | 35 | UEFAチャンピオンズカップ 1957-58出場    |
| 2  | マルメFF                         | 22 | 11 | 6  | 5  | 50 | 30 | +20 | 28 |                                         |
| 3  | ヘルシンボリスIF                 | 22 | 9  | 9  | 4  | 37 | 26 | +11 | 27 |                                         |
| 4  | GAIS                             | 22 | 10 | 4  | 8  | 46 | 42 | +4  | 24 |                                         |
| 5  | ジュールゴーデンスIF             | 22 | 9  | 6  | 7  | 35 | 33 | +2  | 24 |                                         |
| 6  | AIK                              | 22 | 9  | 5  | 8  | 39 | 30 | +9  | 23 |                                         |
| 7  | サンドヴィーケンスIFフットボール | 22 | 9  | 5  | 8  | 34 | 47 | −13 | 23 |                                         |
| 8  | ハルムスタッズBK                 | 22 | 6  | 9  | 7  | 35 | 38 | −3  | 21 |                                         |
| 9  | IFKヨーテボリ                    | 22 | 8  | 3  | 11 | 39 | 41 | −2  | 19 |                                         |
| 10 | IFKマルメFK                      | 22 | 3  | 9  | 10 | 25 | 41 | −16 | 15 |                                         |
| 11 | ヴェステロースSKl (R)            | 22 | 5  | 3  | 14 | 25 | 57 | −32 | 13 | ディヴィショーン・トヴォー1957/1958降格 |
| 12 | ハンマルビーIF (R)               | 22 | 2  | 8  | 12 | 24 | 43 | −19 | 12 | ディヴィショーン・トヴォー1957/1958降格 |

## 得点ランキング[4]
- 19点: ハリー・ビルド（スウェーデン語版） (IFKノールシャーピン)
- 18点:

チャールズ・グスタヴソン (マルメFF)
ヘンリー・シェルグレン (IFKノールシャーピン)
- 16点: カール＝アルフレド・ヤーコブソン（スウェーデン語版） (Gais)
- 14点:

ハッセ・オールソン (サッカー選手)ハッセ・オルソン (Gais)
シルヴェ・ベントソン (ハルムスタッズBK)
- 13点: レイフ・フェルド（スウェーデン語版）, AIK
- 12点: イングヴァル・オールソン（スウェーデン語版）, (AIK)
- 11点:

トールビョルン・ヨンソン (IFKノールシャーピン)
スヴェン・ピッデル・ペッテション (ヘルシンボリスIF)
- 10点:

ヤン・エクストレム (マルメFF)
レンナート・アンデション (サンドヴィーケンスIF)
ハリス・マッティアソン (IFKヨーテボリ)
- 9点:

スヴェン・トゥンバ (デーゲルフォーシュIF)
ラーシュ・オーロヴ・ヨワンソン (ハルムスタッズBK)
- 8点:

ヘルベルト・サンディーン (IFKノールシャーピン)
ヘンリー・ティッルバリ (マルメFF)
アーネ・ホーディーン (サンドヴィーケンスIF)
バーティル・ベッベン・ヨーワンソン (IFKヨーテボリ)
- 7点: ベント・フェーグレン（スウェーデン語版） (サンドヴィーケンスIF)

## 観客動員数

### 動員数トップ4
- 34 640: AIK–ユールゴーデンスIFフットボール 2–1, ロースンダ・フットボールススタディオン（スウェーデン語版） 1957年5月17日
- 26 322: Gais–IFKヨーテボリ 1–2, ガムラ・ウッレヴィ(1916)（スウェーデン語版） 1956年8月15日
- 25 943: IFKヨーテボリ–マルメFF 5–3, ガムラ・ウッレヴィ(1916)（スウェーデン語版） 1956年9月2日
- 25 409: AIK–IFKノールシャーピン 0–1, ロースンダ・フットボールススタディオン（スウェーデン語版） 1957年5月30日